# Palacio de Arce (Navarra)
El Palacio de Arce es un edificio residencial señorial, palacio cabo de armería, ubicado en Arce (Navarra) (España). La construcción primigenia es de mediados del siglo XVI, de estilo gótico, y se localiza en la cabecera del embalse de Itoiz, junto a la llamada playa de Arce y dentro del entorno de protección de la iglesia de Santa María de Arce, declarada Bien de Interés Cultural en 1983 junto con la Casa del Ermitaño.

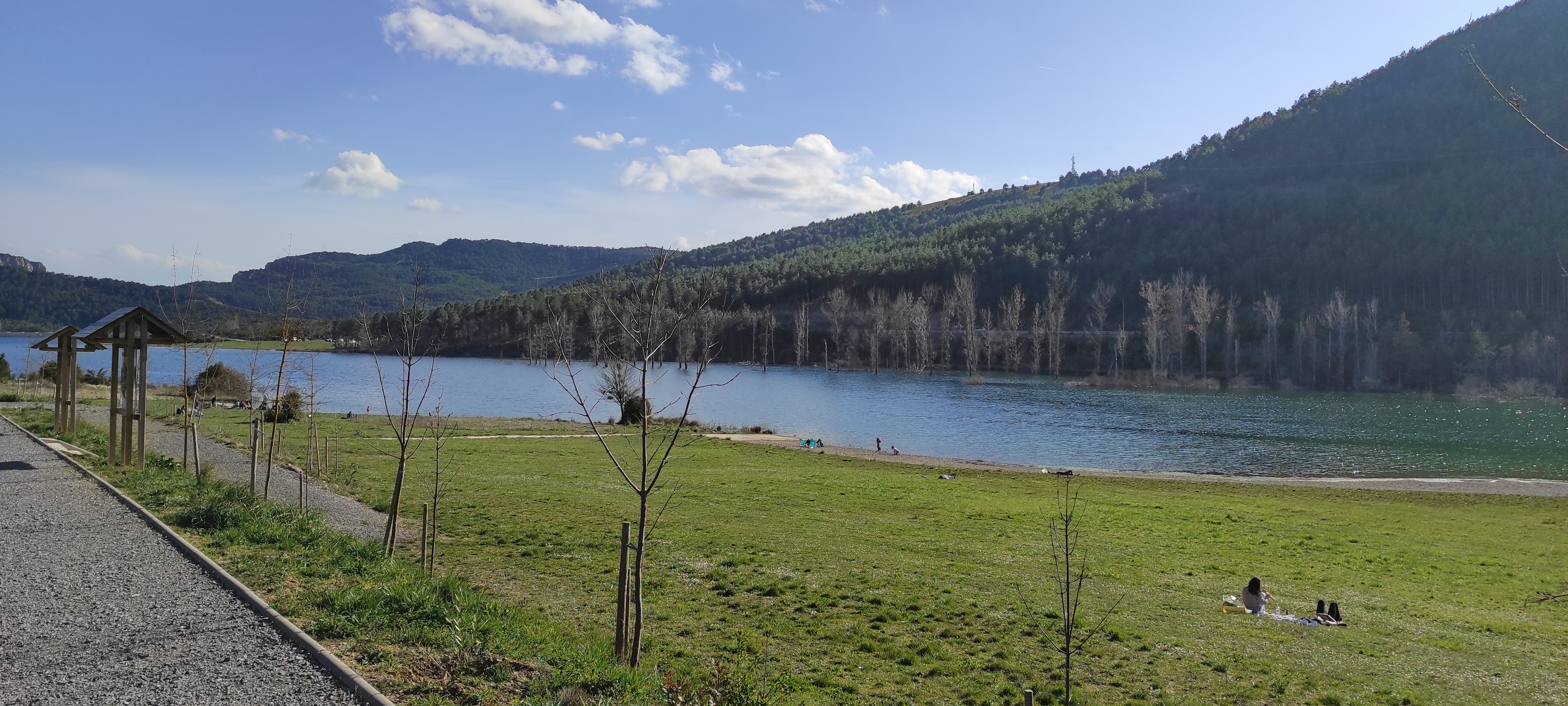
Vista de la llamada playa de Arce, en la cabecera del embalse de Itoiz.

## Contexto geográfico
El valle de Arce se extiende de norte a sur entre el macizo de Oroz-Betelu y las cercanías de la Cuenca de Lumbier-Aoiz. Su fisonomía geográfica es muy particular marcada por la presencia de dos cauces fluviales, no sólo de uno, que corren, más o menos, en paralelo y de norte a sur: uno el río Irati, que arranca en el valle de Aézcoa, y el otro el río Urrobi, nacido en los altos de Burguete y que más al sur confluye con el primero.
Demográficamente este valle ha notado una considerable merma de población: a principios del siglo XX el municipio de Arce «se componía de los lugares de Arce, Arizcuren, Artozqui, Arrieta, Imízcoz, Lacabe, Espoz, Gorráiz, Gurpegui, Lusarreta, Muniáin, Nagore (capital del valle), Osa, Saragüeta, Uli-Alto, Urdíroz, Úriz, Usoz, Villanueva y Zazpe, además de los caseríos de Asnoz, Equiza, Uloci y Zandueta. Entre 1940-50 se despoblaron Arizcuren y Zazpe; para 1970 también lo estaban Arce, Gorráiz, Gurpegui, Lacabe y Usoz, y en el nomenclátor de 1973 ya han desaparecido como núcleos de población Asnoz, Muniáin y Uli Alto.»

El palacio está asentado en un área recreativa que cuenta también con las termas romanas de Arce, «un vestigio histórico que servía de parada y descanso para los peregrinos que recorrían la calzada romana» del Pirineo que, proveniente desde Burdigala cruzaba estas montañas por el Alto de Ibañeta y Roncesvalles pasando por Arce para continuar por Lumbier, Sangüesa y la zona de las Cinco Villas de Aragón hasta Caesaraugusta. 

«De sinople, con tres veneras de plata puestas en triángulo mayor»

## Contexto histórico
El lugar de Arce, dentro del valle epónimo, estaba habitado según los censos de 1366 y 1427 por una sola familia hidalga titular del palacio. Esta situación se mantiene en 1553, constando un fuego, pero en 1646 habían aumentado a tres fuegos, en 1786 a cinco y en 1845 eran seis.
Según cuenta Benito Urtasun «los vecinos de Arce, por sus legítimos fueros y derechos, eran exentos de las armas, salvo en caso de defender sus fronteras, o cuando el rey iba personalmente al campo de batalla. Por eso "sus vecinos son soldados de puerto", para defender el reino en los pasos montañosos próximos que lo separan de Francia.»
Figura como palacio de cabo de armería en la nómina oficial del reino de Navarra así como entre los «solares remisionados de cuarteles en el rolde del tesorero» de 1513. En 1602 su propietario, Antonio de Arce y Beaumont, recibió una merced de acostamiento de 30.000 maravedíes que heredó en 1626 su hijo homónimo. Cuando falleció este último, en 1649, fue su hijo Antonio García de Arce y Agorreta el sucesor en el palacio.
Según apunta concisamente Martinena, en 1723 era propiedad de Antonio de Ozcáriz y Arce y su escudo de armas, según el Libro de Armería del Reino de Navarra, «era de sinople con tres veneras de plata en triángulo mayor.» Poco después, en 1766, era propiedad de Julián Antonio de Ozcáriz, que fue alcalde de la Corte Mayor de Navarra.
Una figura religiosa destacada del lugar fue Fray Rodrigo de Arce, natural del señorío de Arce, mercedario que llegó a ser comendador de Toledo en 1576 y fue renombrado «redentor de cautivos» que fue objeto de elogio de Miguel de Cervantes, cautivo en Argel y a donde llegó este religioso remarcando «la caridad y el ánimo de este fray Rodrigo» que en su primer viaje rescató 137 cautivos realizando otros dos viajes más y llegando a estar él mismo de rehén desde 1580 a 1583. Más tarde sería nombrado provincial en Castilla y en Andalucía.

## Descripción
La construcción original se data en la primera mitad del siglo XII, aunque en general es un conjunto del siglo XVI mostrando una arquitectura de estilo gótico. El inmueble se compone de tres espacios en forma de ‘U’, «dispuestos en torno a un patio al que se abren ventanas geminadas, ojivales, conopiales y de medio punto.»
Con una superficie total de casi 545 m2, cuenta con dos plantas (baja, de 200 m2, y primera, de 218 m2) más una tercera bajo la cubierta (de 126 m2), además de una plaza interior de 400 m2.